# 魔進戦隊キラメイジャーVSリュウソウジャー
- スーパー戦隊シリーズ
  - 魔進戦隊キラメイジャー > 魔進戦隊キラメイジャーVSリュウソウジャー
  - 騎士竜戦隊リュウソウジャー > 魔進戦隊キラメイジャーVSリュウソウジャー

『魔進戦隊キラメイジャーVSリュウソウジャー』（マシンセンタイキラメイジャーたいリュウソウジャー）は、2021年8月4日に発売のオリジナルビデオ作品。

## 概要
特撮テレビドラマスーパー戦隊シリーズの『魔進戦隊キラメイジャー』と『騎士竜戦隊リュウソウジャー』のクロスオーバー作品で、東映Vシネマのレーベル「Vシネクスト」よりリリースされるVSシリーズ第27弾。映像ソフトとしてのリリースに先駆け、2021年4月29日には劇場公開も行われた。
時系列は『リュウソウジャー』は最終話後、『キラメイジャー』はヨドン軍との最終決戦前となっている。
本作品では従来のように同じ色同士でチームを組むのではなく、キャラの個性や相性で絡んでいる。

## 制作
スケジュールの都合から、ロボ戦はミニチュアセットをステージに組み、等身大戦と並行してロケでのオープン撮影となった。
撮影は『キラメイジャー』の撮影終了後に行われた。
『キラメイジャー』はコロナの影響もあって、変身前との差別化から変身後に強くなるため、素顔でのアクションはなかったが、設定とシチュエーションがあったことから特別に許可された。
リュウソウジャーはテレビシリーズ最終回で変身アイテムを封印していることから、それを活かすために映画の世界ではキラメイジャーも変身できないこととなった。
本作品のゲストキャラクターの声優を務めた水島裕は坂本浩一が監督を務めた『獣電戦隊キョウリュウジャー』、武内駿輔は同じく坂本が監督を務めた『ウルトラギャラクシーファイト 大いなる陰謀』に出演していたことから指名された。

## あらすじ
突如、オープンした映画館に入った客が消息を絶つという噂が街に流れる。そんな中、ヨドン反応がすぐに出ては消えるという事態が派生し、為朝たちはそれが街の噂に関係していると気づき、調査に乗り出す。
それらは全て、ヨドン軍のヨドンナによって仕組まれた罠で、闇エナジーを集めるためヨドン映画の世界にリュウソウジャーやマブシーナたちを含めた人々を閉じ込めていた。
コウとキラメイジャーたちはヨドン軍と対峙しようとするが、彼らもヨドン映画の世界に閉じ込まれてしまう。
ヨドン軍はヨドンナのプロデュース、カントクマイナソーの監督によるリュウソウジャーとキラメイジャーを主人公としたヨドン映画を製作しようとしていた。

## 登場人物
ムービー邪面
ヨドン映画の世界を生み出した邪面師。ゴールデンカチンコを打つことで、様々なジャンルのヨドン映画の世界に人々を招き、閉じ込めて強制的に役を演じさせることが可能。すべての撮影をゴールデンカチンコで総指揮し、一度クランクインすると再度カチンコを打つまで撮影は終わらない。
ヨドン映画の総監督を務め、ヨドンナの命令に従うも、根っからの「現場」好きで、現実と自身の創作意欲の間で思い悩み、青春純愛映画のパートを自ら撮ろうとするが、プロデューサーであったヨドンナにたしなめられ、徐々に彼女との関係が悪化する。
- 監督がプロデューサーの意向で思うように撮れなくなり、現場が思うようにいかなくなるなど内輪ネタの悪い例を入れている。
- モチーフは映画のフィルムカメラで、映画泥棒のようなものというオーダーであった。当初は映画館をモチーフとした邪面師で、映画館のスクリーンの怪人が映画館のスクリーンの中にいる不思議さを狙ったものの却下された。

カントクマイナソー
ワイズルーと喧嘩して地球に家出してきたクレオンの体液がムービー邪面の口に入ったことでムービー邪面の「自分の満足する映画を撮りたい」というマイナス感情からアマビエをモチーフに生み出されたマイナソー。属性は獣型モンスター、分類は映画監督目アマビエ科。邪面師から生み出されたため、強力な個体となっている。甲羅に守られたメガホンとカチンコの両腕を持ち、骸骨がディレクターズチェアに座ったようないでたちが特徴。
映画のジャンル別に特化した頭部のディレクターチェアに腰掛ける骸骨のディテールの意匠が異なる以下の4体が存在し、ムービー邪面とともにヨドン映画のそれぞれの映画パートの監督を担当する。たとえどんなに理不尽なシーンであっても、演技指導は絶対であり、映画の出演者は逆らうことができずに最後まで演じきる。
- マイナソーは本来喋らないが、マイナスエネルギーがすごすぎる邪面師から生まれたため、知能がついて話すことが可能となったという裏設定となった。このほかに恋愛映画マイナソーというものもいたが、お蔵入りとなった。
- 当初は「アマビエマイナソー」という名前であった。喋らない設定のマイナソーが喋ることから、本人は喋らないが指示を出すために人間の骨＝監督を頭上の拷問椅子に縛り付け、それに能力で喋らせるという設定となった。

時代劇カントクマイナソー
浪人風の役のバンバ、剣士役の時雨が出演する時代劇映画のパートの監督を担当する。
レディースカントクマイナソー
アスナと小夜が総長役を務めるレディース映画のパートの監督を担当する。
アクションカントクマイナソー
大泥棒役のトワ、警官役の瀬奈が出演するアクション映画のパートの監督を担当する。
ギャンブルカントクマイナソー
ディーラー役のメルト、ギャンブラー役の為朝が出演するギャンブル映画のパートの監督を担当する。

ムービーマイナソー
ヨドンナに映画への純粋な思いを冒涜されたムービー邪面のマイナス感情が暴走し、4体のカントクマイナソーと融合して巨大化した超強化マイナソー。剣のように右腕のカチンコで、次々と敵をカットする。

## 本作品オリジナルの戦力
キラメイソウル
キラメイレッドが「ひらめキーング！」で、キラメイ装したリュウソウレッドのイメージをスケッチブックに描いたことでリュウソウルが変化したリュウソウル。
キラメイ装リュウソウジャー
リュウソウレッドが、リュウソウケンにナイトモードのキラメイソウルをセットして変身したキラメイアーマーのようなリュウソウジャーの姿。初期メンバー5人同時にキラフルゴーアローでキラフルアーマーを装着するゴーキラメイジャーをイメージしたため、5人同時にひとつのキラメイソウルでキラメイ装が可能となっている。
マントは空中の敵を伸ばして捕縛することが可能。必殺技はブリリアントディーノスラッシュ。
グリーンブラストスラッシュ
キラメイ装リュウソウグリーンとゴーキラメイグリーンが超高速で動き、撃破する必殺技。

## キャスト
- 熱田充瑠 / キラメイレッド - 小宮璃央[出典 10]
- 射水為朝 / キラメイイエロー - 木原瑠生[出典 10]
- 速見瀬奈 / キラメイグリーン - 新條由芽[出典 10]
- 押切時雨 / キラメイブルー - 水石亜飛夢[出典 10]
- 大治小夜 / キラメイピンク - 工藤美桜[出典 10]
- クリスタリア宝路 / キラメイシルバー - 庄司浩平[出典 10]
- コウ / リュウソウレッド - 一ノ瀬颯[出典 10]
- メルト / リュウソウブルー - 綱啓永[出典 10]
- アスナ / リュウソウピンク - 尾碕真花[出典 10]
- トワ / リュウソウグリーン - 小原唯和[出典 10]
- バンバ / リュウソウブラック - 岸田タツヤ[出典 10]
- カナロ / リュウソウゴールド - 兵頭功海[出典 10]
- ヨドンナ - 桃月なしこ[出典 10]
- オト - 田牧そら[出典 10]
- 博多南無鈴 - 古坂大魔王[出典 10]

### 声の出演
- 魔進ファイヤ - 鈴村健一[出典 10]
- 魔進ショベロー - 岩田光央[出典 10]
- 魔進マッハ - 赤羽根健治[出典 10]
- 魔進ジェッタ - 大河元気[出典 10]
- 魔進ヘリコ - 長久友紀[出典 10]
- マブシーナ - 水瀬いのり[出典 10]
- クレオン - 白石涼子[出典 10]
- ガルザ - 中村悠一[出典 10]
- クランチュラ - 高戸靖広[出典 10]
- ムービー邪面 - 武内駿輔[2][9]
- カントクマイナソー - 水島裕[2][9]

### スーツアクター
本作品の撮影時期に放送されていた『機界戦隊ゼンカイジャー』に大勢のスーツアクターが出演する都合から、B.O.S-Entertainmentのメンバーが入っているが、スケジュールの都合がついた伊藤茂騎や五味涼子などはテレビシリーズと同様の役を演じている。
- キラメイレッド[6][21] - 伊藤茂騎
- キラメイグリーン[6] - 五味涼子
- 宮澤雪
- マブシーナ[6] - 野川瑞穂
- 藤田洋平
- クレオン[6]、クランチュラ[6] - 神尾直子
- 矢部敬三
- 古屋貴士
- 大隈厚志
- キラメイシルバー[22] - 松岡航平
- 原隆太
- リュウソウブルー[23] - 下川真矢
- リュウソウピンク[24] - 河津香賀美
- 本多翼
- リュウソウグリーン[25] - 大内田将樹
- リュウソウブラック[26] - 佐伯啓
- 中山甲斐
- 井上象策
- 坂井良平
- 鈴木大樹
- 山口真弥
- 稲野純也
- 霜田元
- 堀田慶斗
- 中川和貴
- 安川桃香
- 寺田涼夏
- 渡邊海斗
- 平野兼椰
- 田﨑直輝
- 本間汐莉
- 佐藤丈
- 金谷春来
- 伊藤遥規
- 木村勇太
- 橋本浩人
- 濱谷和輝
- 菅原将暉
- 菅原沙衣
- 熊倉功
- 伊藤教人
- 坂口茉琴
- あらたまなつこ
- 川名優子
- 川名みくる
- 親川愛美
- 錦織真里
- 徳江美佐保
- 小久江友子
- 西岡亜衣
- 横沢淳
- 伊藤慎吾
- 冨山継斗
- 磯部青空
- 川上そら
- 七浦秀馬
- 國井舞姫
- 中野麻梨愛
- 小舟ののか
- 佐々木俊宜
- 和田三四郎
- 川本耕史
- 木部哲

## スタッフ
- 原作 - 八手三郎[2][9]
- 脚本 - 下亜友美[2][9]
- 音楽 - 松本淳一、𠮷川清之[2][9]
- 撮影 - 相葉実[9]
- 照明 - 柴田守[9]
- 美術 - 岡村匡一[9]
- 録音 - 中山寿範[9]
- 編集 - 若松広大[9]
- 整音 - 山口満大[9]
- スクリプター - 髙山秀子[9]
- アクションコーディネーター - 岩上弘数（Bos Action Unity）[9]
- 助監督 - 谷本健晋[9]
- 制作担当 - 田中耕作[9]
- ラインプロデューサー - 青柳夕子[9]
- 絵コンテ - 伊藤康洋[9]
- キャラクターデザイン - K-SuKe、久正人[9]
- 特撮協力 - 特撮研究所[2][9]
- 製作プロダクション - 東映テレビ・プロダクション[9]
- エグゼクティブプロデューサー - 加藤和夫（東映ビデオ）[9]
- プロデューサー - 山田真行（東映ビデオ）、塚田英明・丸山真哉・望月卓・高橋一浩（東映）、矢田晃一・深田明宏（東映エージエンシー）[2][9]
- 製作 - 東映ビデオ、東映、東映エージエンシー[9]
- 監督・アクション監督 - 坂本浩一[2][9]

## 音楽
「魔進戦隊キラメイジャー」
作詩 - 藤林聖子 / 作・編曲 - KoTa / 歌 - 大西洋平
「騎士竜戦隊リュウソウジャー」
作詩：マイクスギヤマ / 作曲：園田健太郎 / 編曲：甲田雅人 / 歌：幡野智宏
「キラメイ☆ACTION!!」
作詩・作曲・編曲 - YOFFY / 歌・演奏 - サイキックラバー
「キラフルパーティー de キラケボーン」
作詩・作曲・編曲 - 岩崎貴文 / 歌 - 大西洋平、出口たかし、幡野智宏、Sister MAYO

## 映像ソフト化
Blu-ray / DVDでリリース。
- 魔進戦隊キラメイジャーVSリュウソウジャー 劇場先行販売版（DVD1枚組、2021年4月29日に上映劇場にて数量限定で発売）
  - 映像特典
    - PR集
    - ノンスーパーED

  - 封入特典
    - フォトカード
- 魔進戦隊キラメイジャーVSリュウソウジャー 通常版（1枚組、2021年8月4日発売）
  - 映像特典
    - PR集
    - ノンスーパーED

  - 音声特典（Blu-ray版のみ）
    - キャストオーディオコメンタリー（小宮璃央×木原瑠生×新條由芽×水石亜飛夢×工藤美桜×庄司浩平）
- 【初回生産限定】魔進戦隊キラメイジャーVSリュウソウジャー スペシャル版（2枚組、2021年8月4日発売）
  - ディスク1：本編ディスク（通常版と共通）
  - ディスク2：ボーナスディスク（Blu-ray版はBlu-ray、DVD版はDVDで収録）
    - メイキング
    - 公開直前記念舞台挨拶
    - 『博士じゃないよ、博多だよ! しかも南だよ!』MV　
    - エンディングダンス集
    - PRダンス映像
    - CARATデータルーム
    - ポスターギャラリー

  - 封入特典
    - スペシャルフォトブック
    - 主題歌CD
      - M1, 「キラフルパーティー de キラケボーン」
      - M2, 「キラフルパーティー de キラケボーン」（オリジナル・カラオケ）